# XIV Всемирный фестиваль молодёжи и студентов
XIV Всемирный фестиваль молодёжи и студентов (ВФМС) прошёл с 29 июля по 5 августа 1997 года в Гаване, столице Кубы. В нём приняли участие 12 325 человек из 136 стран мира. Организаторы: Всемирная федерация демократической молодёжи (ВФДМ), Международный союз студентов (МСС), Коммунистическая партия и Союз молодых коммунистов Кубы. 
Второй ВФМС (после XI ВФМС в 1978 году), прошедший в Западном полушарии, первый после распада Советского Союза и социалистического лагеря, а также последний ВФМС, прошедший в XX веке. Ключевую роль в организации фестиваля сыграл Фидель Кастро.
Девиз фестиваля: «За антиимпериалистическую солидарность, мир и дружбу!».

## Предыстория
Крупномасштабный кризис социалистического лагеря, вызванный советской Перестройкой, не мог не отразиться на деятельности тесно связанных с ним ВФДМ и МСС. Наиболее крупные членские организации этих международных объединений за период с 1989 по 1992 год либо прекратили своё существование (как советский ВЛКСМ), либо перешли на социал-демократические/центристские позиции и вышли из них, что серьёзно ударило по финансовым и организационным возможностям ВФДМ и МСС. Второй под давлением новых властей Чехо-Словакии в 1992 году был вынужден оставить свою штаб-квартиру в Праге и фактически прекратил какую-либо активность.
ВФДМ также оказалась под значительным давлением, однако ряд её членских организаций — прежде всего Союз молодых коммунистов Кубы — воспрепятствовали намерениям ликвидации федерации. На 14-й Генеральной ассамблеи ВФДМ в Лиссабоне (февраль 1995 года) им удалось добиться укрепления организации.
5 августа 1995 года на церемонии закрытия фестиваля «Cuba Vive» в Гаване Фидель Кастро выступил с инициативой — несмотря на произошедшие в мире значительные изменения и упадок левого движения, возродить проведение Всемирных фестивалей молодёжи и студентов после 8-летнего перерыва (предыдущий, XIII Всемирный фестиваль молодёжи и студентов, состоялся в 1989 году в Пхеньяне), предложив провести новый ВФМС на Кубе. На заседании Генерального совета ВФДМ, которое состоялось с 1 по 4 октября 1995 года в ЮАР, 22 организации федерации поддержали инициативу кубинского лидера и согласились помочь Компартии и Союзу молодых коммунистов в организации фестиваля. XIV Всемирный фестиваль молодёжи и студентов был посвящён Эрнесто Че Геваре. 

## Фестиваль
Церемония открытия XIV ВФМС состоялась 28 июля 1997 года в Гаване, куда прибыли 12 325 делегатов (представлявшие более 2 000 молодёжных организаций различного идеологического спектра) из 132 стран мира. Как и в 1978 году, колонны молодёжи прошли маршем по улицам кубинской столицы. У Гаванского университета к ним обратился с речью Фидель Кастро. Фестиваль имел отчётливо левую политическую составляющую и был призван способствовать возрождению фестивального движения.
Церемония закрытия состоялась на Панамериканском стадионе, где присутствовало 35 000 человек.

## Значение
XIV Всемирный фестиваль молодёжи и студентов, несмотря на довольно скромное количество участников, добился своей цели и способствовал выходу ВФДМ (и МСС в меньшей степени) из кризиса, что было закреплено решениями 15-й Генеральной ассамблеи ВФДМ в Ларнаке (февраль 1999 года). Сам факт успешного проведения ВФМС без участия СССР доказал, что фестивальное движение может существовать без помощи извне и результативно опираться на собственные силы. Попытка противников ВФДМ в том же году провести «антифестиваль» в пику ВФМС провалилась. В 2001 году в Алжире состоялся очередной XV Всемирный фестиваль молодёжи и студентов, после чего регулярное проведение ВФМС возобновилось.
За инициирование и личный вклад в организацию XIV ВФМС, а также «в знак признания его примера, наследия и решительного вклада в сохранение движения фестивалей и защиту их основополагающих принципов», Фиделю Кастро (наряду с Мохамедом Абдельазизом и Эрнесто Че Гевара) был посвящён XIX Всемирный фестиваль молодёжи и студентов. 